# Агустина де Арагон
Агустина де Арагон (також Агустина з Сарагоси, 4 березня 1786 (спірно) — 29 травня 1857, Сеута) — іспанська військова діячка, героїня війни за незалежність під час окупації Іспанії військами Наполеона. Почала боротись як цивільна особа, але потім була офіційно включена до складу іспанської армії. Стала одним із символів визвольної війни, а її образ став предметом уваги художників і літераторів.
Уже в перший день облоги Сарагоси (15 червня 1808 року) Агустина, молода дівчина, підносила продовольство солдатам артилерійської батареї, що захищала міські ворота. Незабаром всі артилеристи були або вбиті, або через важкі рани не могли продовжувати вогонь. Попри близькість ворожих військ, Агустина сама поспішила до гармати і здійснила з неї постріл у безпосередній близькості від французів. Ті злякалися засідки і тимчасово відступили для перегрупування, що дало можливість захисникам міста, які майже втратили позицію, повернутися з новими силами до оборони. Після бою іспанський генерал Палафокс зазначив героїзм дівчини. Під командуванням Палафокса іспанці обороняли місто ще 61 день, поки французи не зняли облогу 14 серпня і не взяли місто в наступному році.
Після смерті свого чоловіка у французькому полоні Агустина втікла з Сарагоси і продовжила участь в опорі. Незабаром група повстанців, в якій вона перебувала, отримала підтримку від герцога Веллінгтона, а сама вона отримала офіцерське звання. На цій посаді боролася в складі артилерійської батареї під командуванням Веллінгтона в битві при Віторії. Після війни вона одружилася і померла у віці 71 року, оточена пошаною як героїня війни.